# 16516 Efremlevitan
16516 Efremlevitan (tên chỉ định: 1990 VR14) là một tiểu hành tinh vành đai chính. Nó được phát hiện bởi Lyudmila Chernykh ở Đài vật lý thiên văn Crimean gần Nauchnyj, Ukraine, ngày 15 tháng 11 năm 1990. Nó được đặt theo tên Efrem Pavlovich Levitan, a Russian astronomy teacher và writer.